# Ignatius Donnelly

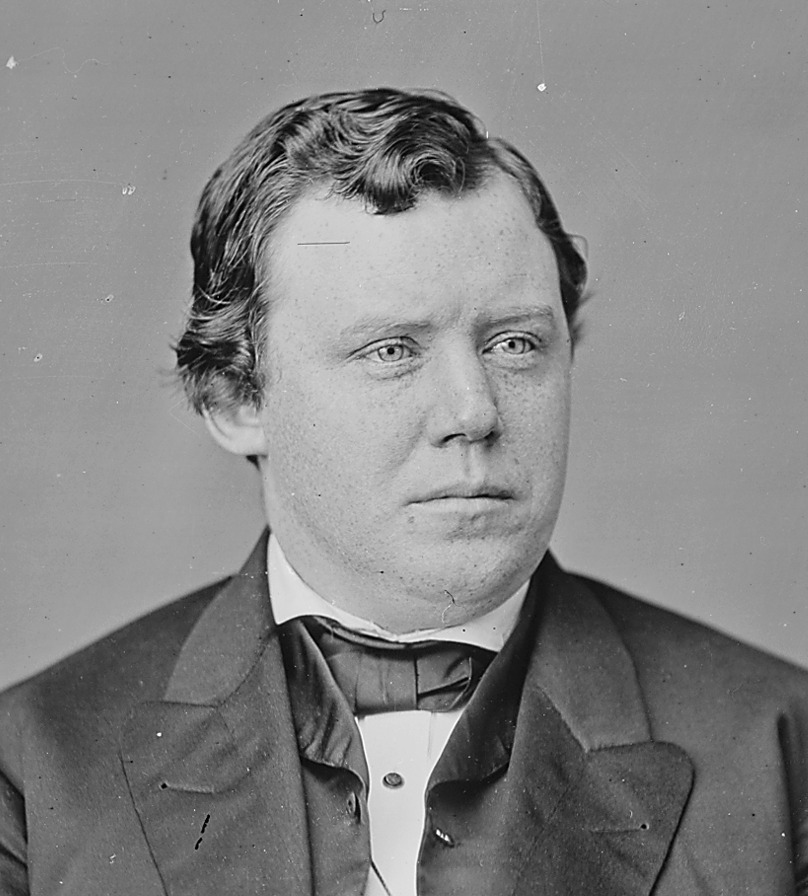
Ignatius Donnelly

Ignatius Donnelly (ur. 3 listopada 1831 w Filadelfii, zm. 1 stycznia 1901 w Nininger w stanie Minnesota) – amerykański polityk, kongresmen, pisarz i pseudohistoryk.
Ukończył studia prawnicze. W latach 1859–1863 pełnił urząd wicegubernatora stanu Minnesota, następnie od 1863 do 1869 roku reprezentował ten stan z ramienia republikanów w Izbie Reprezentantów. Po nieuzyskaniu w 1868 roku republikańskiej nominacji w wyborach przeszedł na pozycje populistyczne i agrarystyczne. Od 1874 do 1878 roku zasiadał w Senacie. W latach 1874–1879 był redaktorem gazety Anti-Monopolist. 
Po przegranych wyborach w 1878 roku wycofał się z polityki, poświęcając się pisarstwu. W 1882 roku opublikował pracę Atlantis: The Antediluvian World, w której utrzymywał iż legendarna Atlantyda była historyczną wysoko rozwiniętą cywilizacją, istniejącą przed opisanym w Biblii potopem. Rok później rozwinął ten temat w Ragnarok: The Age of Fire and Gravel, twierdząc iż ogólnoświatowy kataklizm spowodowało uderzenie w Ziemię komety.
Przyczynił się do spopularyzowania na całym świecie mitu Atlantydy, który od czasów renesansu i potem romantyzmu nie był obecny w zbiorowej świadomości. Jego prace wykorzystywali w następnych latach liczni jasnowidze i mistycy.
W opublikowanej w 1888 roku pracy The Great Cryptogram: Francis Bacon's Cipher in Shakespeare's Plays ogłosił, iż odkrył w dziełach Szekspira ukryty kod wskazujący, że ich autorem był w rzeczywistości Francis Bacon.
W 1890 roku opublikował powieść Ceasar's Column, futurystyczną utopię opowiadającą o rewolcie robotników przeciwko uciskającej ich klasie rządzącej oligarchii. Pod koniec życia powrócił do polityki, stając się aktywnym działaczem i ideologiem nowo powstałej Partii Populistycznej. Opowiadał się za podatkami progresywnymi i wprowadzeniem ośmiogodzinnego dnia pracy. W wyborach prezydenckich w 1900 roku był kandydatem Partii Populistycznej na wiceprezydenta. Pochowano go na Calvary Cemetery w Saint Paul w Minnesocie.